# 1999 в Україні

## Події
- 26 червня — на з'їзді спортивних журналістів України створена Асоціація спортивних журналістів України (АСЖУ)
- Створено футбольний клуб «Буча»
- 31 жовтня та 14 листопада пройшли відповідно перший та другий тури виборів Президента України, в яких брали участь Леонід Кучма та Петро Симоненко. Перемогу отримав Кучма з 56,25 % голосів виборців
- Створено компанію Крименерго
- У Києві засновано молочну компанію Терра Фуд
- у грудні було сформовано Уряд Віктора Ющенка, 8-й за ліком Кабінет міністрів України
- в с. Олине Ямпільського району Сумської області, в лісі між селами Олине та Грем'ячка створено Туранівську Криницю, гідрологічну пам'ятку природи місцевого значення
- в Дублянах відкрито Музей Степана Бандери в складі Львівського національного університету (ЛНАУ)